# Калуков Дмитро Уразмухаметович
Дмитро Уразмухаметович Калуков (нар. 5 грудня 1984) — український футзальний тренер і футзаліст, колишній гравець збірної України.

## Життєпис
Народився 5 грудня 1984 року.
Виступав у складі донецьких клубів «САПАР», «Шахтар» та «Утас», від вересня 2012 року — у хмельницькому клубі «Спортлідер +». У серпні 2016 року приєднався до херсонського клубу «Продексім».
У березні 2021 року очолив другу команду клубу «ДЕ Трейдинг» із міста Миколаївка на Донеччині.
З літа 2022 року грає у Хмельницькому клубі «Woodmall-Femida».